# Echinopsis vatteri
Echinopsis vatteri ist eine Pflanzenart aus der Gattung Echinopsis in der Familie der Kakteengewächse (Cactaceae). Das Artepitheton vatteri ehrt den argentinischen Kakteenliebhaber und Pflanzensammler Ernesto Vatter (1900–1970).

## Beschreibung
Echinopsis vatteri wächst strauchig, ist verzweigend und bildet niedrige Polster, die bis zu 50 Zentimeter hoch werden und Durchmesser von 2 Metern erreichen können. Die zylindrischen, aufsteigenden, hellgrünen Triebe erreichen Durchmesser von 5,5 bis 8 Zentimeter. Es sind 14 bis 16 stumpfe Rippen vorhanden. Die auf ihnen befindlichen weißlichen bis bräunlichen Areolen sind kreisrund und stehen 1 bis 1,5 Zentimeter voneinander entfernt. Aus ihnen entspringen gelbliche, gelegentlich rötliche, nadelige Dornen, die biegbar sind. Die ein bis vier Mitteldornen sind 3,5 bis 5 Zentimeter lang. Die zehn Randdornen weisen eine Länge von 1,5 bis 2 Zentimeter auf.
Die trichterförmigen Blüten duften nicht. Sie sind rot, orange oder gelb sowie in Zwischentönen gefärbt. Die Blüten sind 10 bis 14 Zentimeter lang und besitzen einen Durchmesser von bis zu 10 Zentimetern.

## Verbreitung und Systematik
Echinopsis vatteri ist in der argentinischen Provinz La Rioja auf steinigen Bergen mit Monte-Vegetation in Höhenlagen von 1000 bis 2000 Metern verbreitet.
Die Erstbeschreibung als Trichocereus vatteri durch Roberto Kiesling wurde 1974 veröffentlicht. Gordon Douglas Rowley stellte die Art 1979 in die Gattung Echinopsis.

## Nachweise